# Jorge Birkner Ketelhohn
Jorge F. Birkner Ketelhohn (Buenos Aires, 26 de junio de 1990) es un esquiador alpino argentino. 

## Vida personal
Es primo de los esquiadores alpinos olímpicos Cristian Simari Birkner, María Belén Simari Birkner y Macarena Simari Birkner.

## Carrera deportiva
Practica esquí desde los dos años por influencia de sus padres. Su debut en competencias fue en 2005.

### Sochi 2014
Participó en los Juegos Olímpicos de Invierno de 2014, celebrados en Sochi (Rusia), donde compitió en esquí alpino en los eventos de eslalon, eslalon gigante, súper combinada y súper gigante. En este último evento terminó en el puesto 49, con un tiempo de 1:23,89. En los demás, no pudo finalizar.